# Shingo Doi
Shingo Doi (jap. 土井 槙悟 Doi Shingo; * 23. August 1983 in Memuro) ist ein ehemaliger japanischer Eisschnellläufer.

## Werdegang
Doi wurde zweimal japanischer Juniorenmeister im Kleinen Vierkampf und gewann bei den Juniorenweltmeisterschaften 2001 in Groningen die Goldmedaille im Kleinen Vierkampf. In den folgenden Jahren holte er bei den Juniorenweltmeisterschaften 2002 in Klobenstein die Silbermedaille und bei den Juniorenweltmeisterschaften 2003 in Kushiro die Goldmedaille in der Teamverfolgung. Zudem kam er im Kleinen-Mehrkampf auf die Plätze sieben und vier. In der Saison 2003/04 siegte er bei den japanischen Meisterschaften über 1500 m und nahm in Hamar erstmals am Eisschnelllauf-Weltcup teil, wobei er den 40. Platz über 1500 m und in der B-Gruppe den 20. Platz über 5000 m errang. In der Saison 2006/07 erreichte er in Erfurt mit dem dritten Platz in der Teamverfolgung seine einzige Podestplatzierung im Weltcup und belegte bei der Winter-Universiade 2007 in Turin den 18. Platz über 1500 m, den 16. Rang über 1000 m sowie den fünften Platz in der Teamverfolgung. Beim Saisonhöhepunkt, den Einzelstreckenweltmeisterschaften 2007 in Salt Lake City lief er auf den 20. Platz über 1500 m und auf den vierten Rang in der Teamverfolgung. In der folgenden Saison absolvierte er in Kolomna seinen letzten Weltcup, welchen er in der B-Gruppe auf dem 13. Platz über 1500 m beendete. Bei den Einzelstreckenasienmeisterschaften 2009 in Tomakomai wurde er Fünfter über 1500 m und gewann über 1000 m die Goldmedaille. Letztmals international startete er bei den Olympischen Winterspielen 2010 in Vancouver, wobei er den 30. Platz über 1500 m und den achten Platz in der Teamverfolgung errang.

## Erfolge

### Olympische Spiele
- 2010 Vancouver: 8. Platz Teamverfolgung, 30. Platz 1500 m

### Einzelstrecken-Weltmeisterschaften
- 2007 Salt Lake City: 4. Platz Teamverfolgung, 20. Platz 1500 m

### Asienmeisterschaften
- 2009 Tomakomai: 1. Platz 1000 m, 5. Platz 1500 m

## Persönliche Bestzeiten
| Disziplin | Zeit         | Datum             | Ort     |
| --------- | ------------ | ----------------- | ------- |
| 500 m     | 35,60 s      | 12. März 2008     | Calgary |
| 1000 m    | 1:10,01 min  | 16. März 2008     | Calgary |
| 1500 m    | 1:46,56 min  | 12. März 2008     | Calgary |
| 3000 m    | 3:49,25 min  | 15. März 2001     | Calgary |
| 5000 m    | 6:33,71 min  | 13. November 2005 | Calgary |
| 10000 m   | 14:29,67 min | 16. Dezember 2001 | Nagano  |